# Antal Szendey
Antal Szendey (* 7. März 1915 in Pesterzsébet; † 6. Mai 1994 in Budapest) war ein ungarischer Ruderer, der 1935 und 1947 Europameister war und 1948 eine olympische Bronzemedaille gewann.

## Sportliche Karriere
Der ungarische Achter hatte bereits 1933 und 1934 den Europameistertitel gewonnen. 1935 in Berlin ruderte auch Antal Szendey in den Achter, der den dritten Titel für Ungarn in Folge erruderte. Bei den Olympischen Spielen 1936 in Berlin gewann der ungarische Achter seinen Vorlauf vor den Italienern, im Finale belegten die Ungarn den fünften Platz.
1937 bei den Europameisterschaften in Amsterdam traten Hugó Ballya, Antal Szendey, Frigyes Hollósi und László Szabó aus dem Vorjahresachter im Vierer ohne Steuermann an und gewannen die Bronzemedaille hinter den Deutschen und den Schweizern. Im Jahr darauf kehrten Ballya, Szabó und Szendey in den Achter zurück und erhielten hinter den Deutschen und vor den Italienern die Silbermedaille bei den Europameisterschaften in Mailand.
Bei den ersten Europameisterschaften nach dem Zweiten Weltkrieg 1947 in Luzern siegten im Zweier mit Steuermann Antal Szendey und Béla Zsitnik mit Steuermann Szaniszlo Latinovits vor den Booten aus Italien und aus Dänemark. Im Jahr darauf traten Szendey und Zsitnik bei den Olympischen Spielen 1948 in London mit ihrem neuen Steuermann Róbert Zimonyi an. Im zweiten Vorlauf belegten die Ungarn den dritten Platz hinter den Italienern und den Dänen, gewannen aber dann ihren Hoffnungslauf und das Halbfinale. Im Finale trafen wieder die Boote aus dem zweiten Vorlauf aufeinander. Die Dänen siegten mit zwölf Sekunden Vorsprung vor den Italienern, die Ungarn lagen als Drittplatzierte dreizehn Sekunden hinter den Italienern.